# دانشگاه سند
دانشگاه سند (اردو: جامعه سنده ; سندی: سنڌ یونیورسٽی ; به‌طور غیررسمی به عنوان دانشگاه سند شناخته می‌شود) یک دانشگاه تحقیقاتی عمومی در پاکستان است که در شهر جمشورو واقع شده‌است. این یکی از قدیمی‌ترین دانشگاه‌های پاکستان است و در سال ۲۰۱۵ گواهی ISO را دریافت کرد.
این دانشگاه که در سال ۱۹۴۷ در کراچی تأسیس شد، در سال ۱۹۵۱ به حیدرآباد منتقل شد و در آنجا به عنوان یک دانشگاه آموزشی تمام عیار شروع به فعالیت کرد. دانشگاه سند به دلیل تحقیقات خود در ادبیات، علوم طبیعی، فلسفه مورد توجه است.